# Alopecosa charitonovi
Alopecosa charitonovi este o specie de păianjeni din genul Alopecosa, familia Lycosidae, descrisă de Mcheidze, 1997. Conform Catalogue of Life specia Alopecosa charitonovi nu are subspecii cunoscute.